# كروبينا
 كروبينا (بالسلوفاكية: Krupina)‏ مدينة في وسط سلوفاكيا وتتبع إقليم بانسكا بيستريتسا.

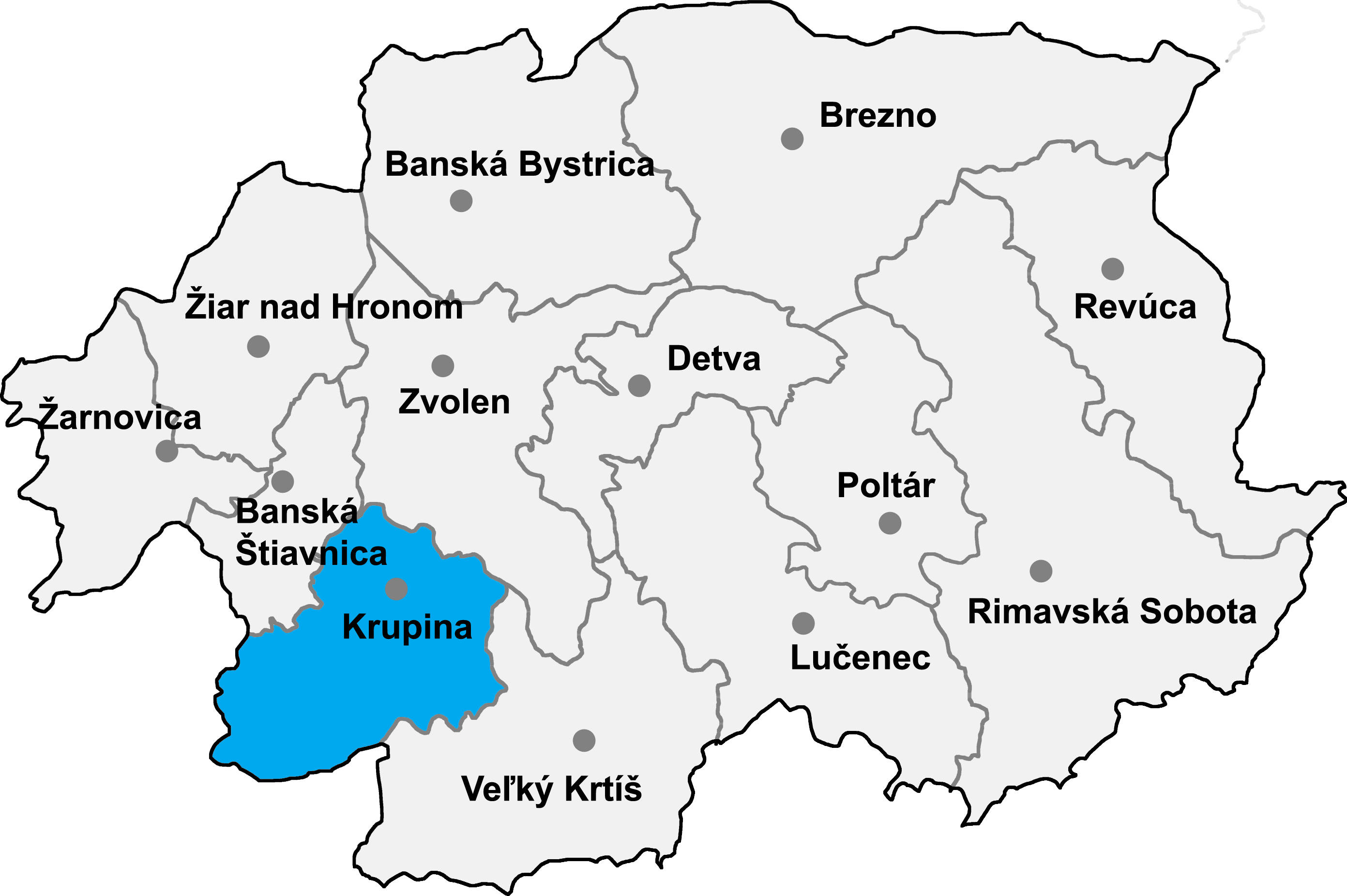
موقع كروبينا في إقليم بانسكا بيستريتسا

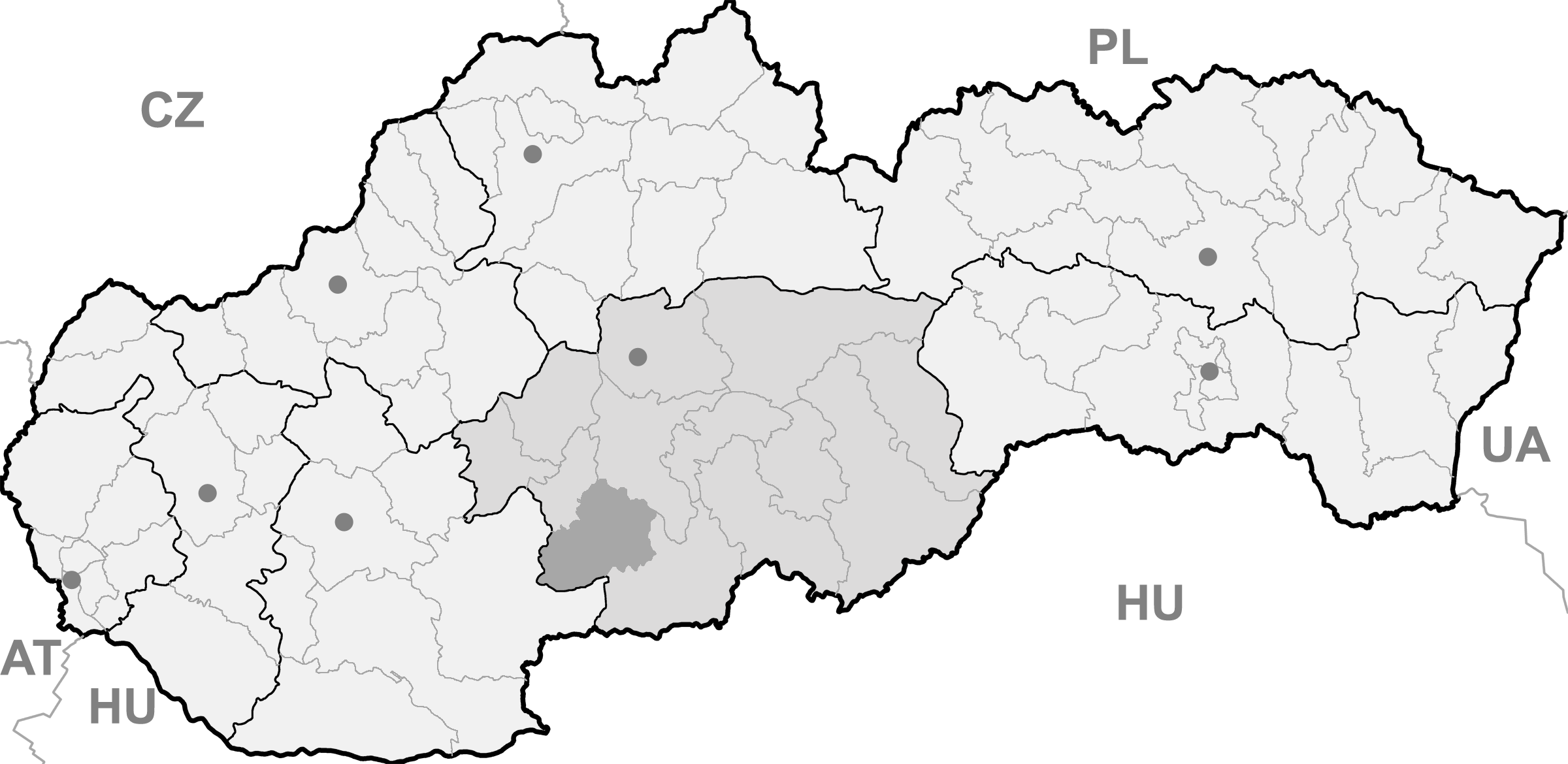
موقع كروبينا في سلوفاكيا

## أعلام
- إلينا ماروثي سولتيسوفا